# 明尼苏达大学法学院

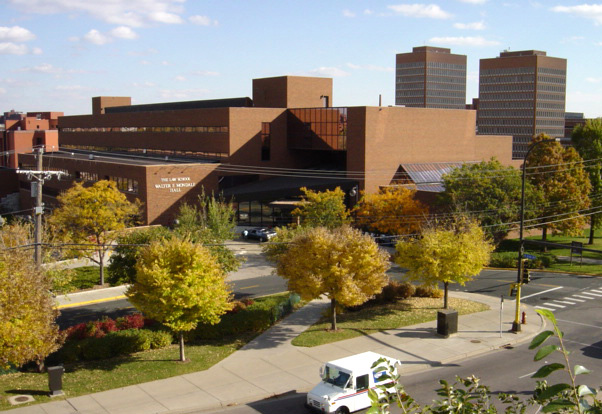
法学院大楼

明尼苏达大学法学院（University of Minnesota Law School）是一所自1888年起在美国明尼苏达州明尼阿波利斯创设的法学院，附属于明尼苏达大学。
该学院在2021年《美国新闻与世界报道》的法学院排名里被评为第21名。为了招徕学生，90%的学生都会收到金钱补助，其中70%的学生都能拿到奖学金。